# Комплекс зданий Института экспериментальной медицины
Комплекс зданий Института экспериментальной медицины — памятник архитектуры. Расположен в Петроградском районе Санкт-Петербурга, современный адрес — улица Академика Павлова, 9, 12.
В конце XVIII века территория будущего института была заболочена, на ней рос лес. В первой четверти XIX века местность отвели под дачи, провели дороги. К 1826 году один из участков, в дальнейшем занятый институтом, принадлежал графине И. И. Воронцовой, а второй — князю И. А. Гагарину. В 1849 году на первом участке А. Ланге построил для И. И. Воронцова-Дашкова деревянный особняк; в 1858 году он же уже для новой владелицы, жены купца Кудрявцевой, отремонтировал здания участка, построил новые и благоустроил берег. Второй участок в 1849 году принадлежал К. В. Нессельроде, в 1857 году — семье С. Голенищева, позднее — О. Михальцовой, для которой в 1865 году А. Бруни построил двухэтажный деревянный дом и оранжерею. В 1886 году на деньги принца Ольденбургского при лазарете лейб-гвардии Конного полка была открыта Пастеровская станция для лечения больных, укушенных животными. В 1889 году принц инициировал создание отдельного института, для чего были куплены оба упомянутых участка.
В особняке Воронцова-Дашкова была размещена столовая для сотрудников, а особняк Михальцовой, ставший главным зданием института, в 1889 году достроил Ф. Миллер, разобрав ветхие пристройки. По центру у здания были пилястры и большие арочные окна, при входе на большом кронштейне у стены стоял бронзовый бюст Пастера. К приёмной примыкало прививочное отделение, рядом было химическое отделение-амфитеатр для обсуждения научных новинок, физиологическое отделение для опытов над животными, эпизоотическое отделение, химическая лаборатория, книгохранилище, террариум и кабинеты для учёных. Во дворе были постройки для животных, которых можно было привозить в здание в вагончиках по специально проложенным рельсам.

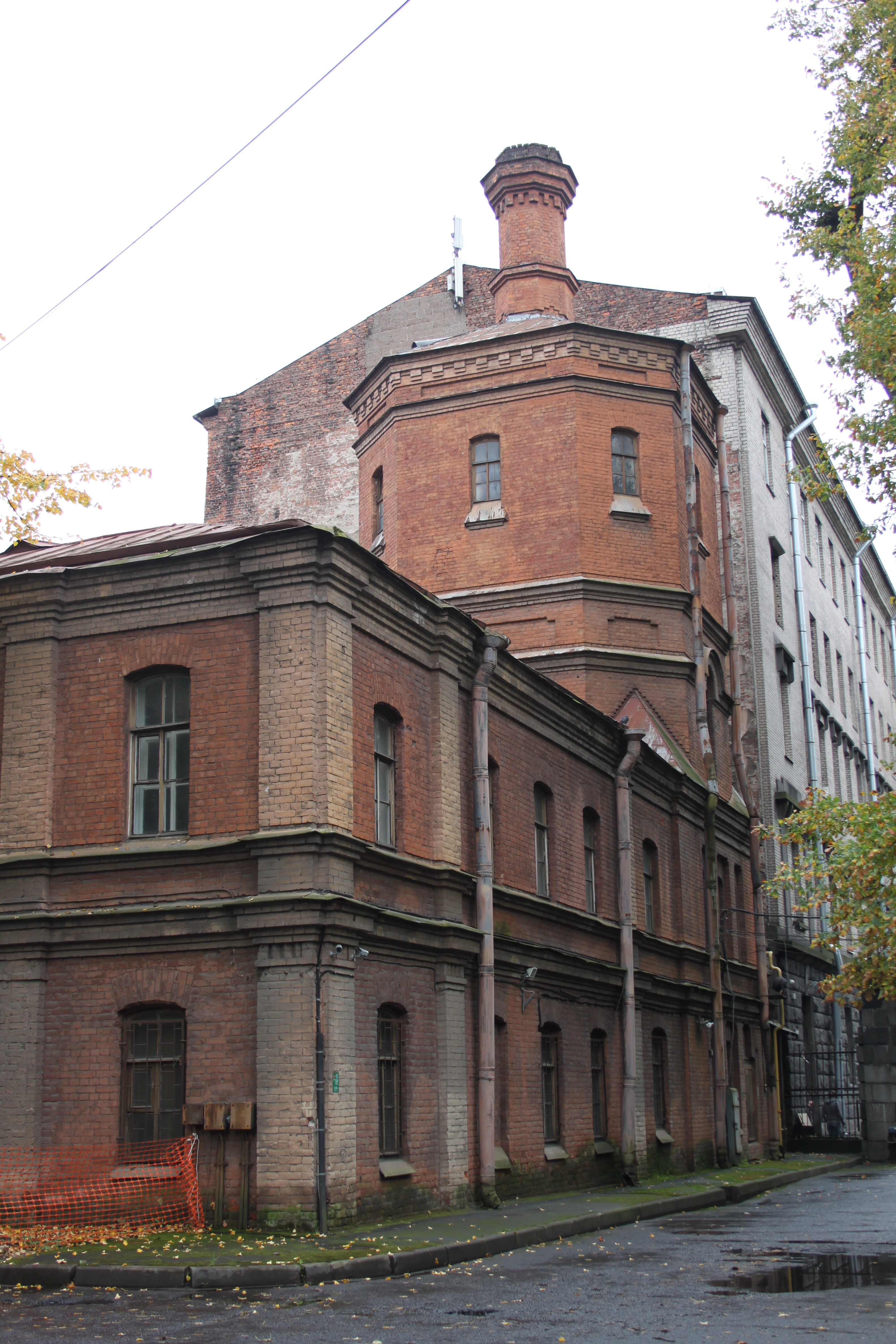
Машинный корпус

В 1889 году справа от особняка по проекту Э. Ганнекена построили каменное здание в одно-два этажа с пятиэтажной водонапорной башней, печи в котором применялись для дезинфекции (в 1910-х годах Г. Люцедарский надстроил его третьим этажом). В 1891 году он же построил одноэтажные деревянные жилые дома для работников, лабораторию для изучения сапа, конюшни, сараи и виварий, обезьянник и собачник, а также инфекционные бараки, в которых была тщательно продумана вентиляция — свежий воздух можно было в зависимости от погоды нагревать, остужать, сушить или увлажнять, а воздух на выходе проходил обеззараживание с помощью специальной печи. Больных животных кормили бесконтактно, по трубам с чердака. Оформление у зданий было простым, в традициях народного зодчества, они не сохранились.

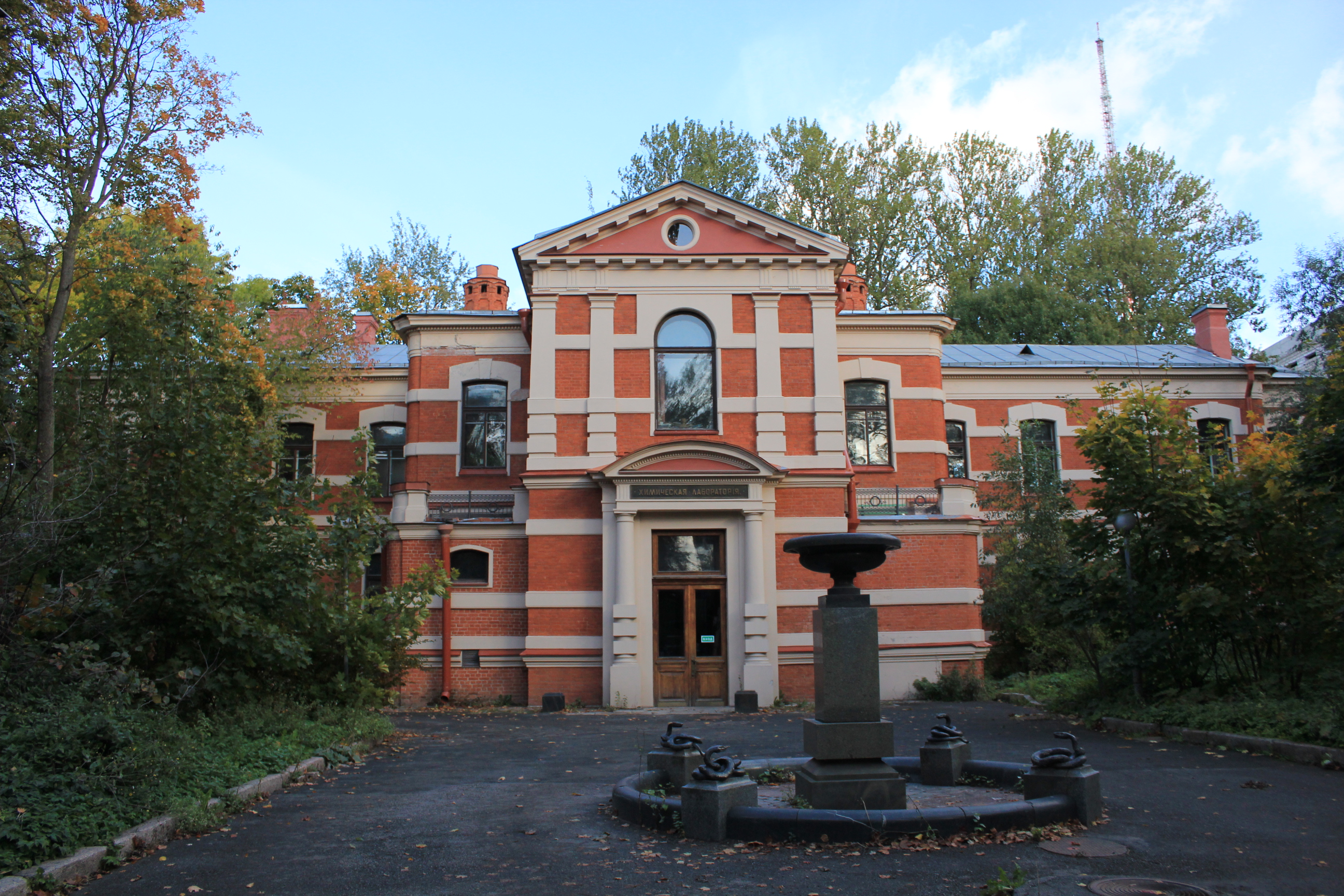
Химическая лаборатория

В 1892 году по проекту Ф. Миллера при участии профессора химии М. Ненцкого была построена двухэтажная каменная (кирпичная) химическая лаборатория. У здания был сделан световой фонарь и оштукатуренные пояса, две колонны у входа, лучковый фронтон, а также пилястры, овальное окно и треугольный фронтон на втором этаже.
К 9 июля 1893 года построили одноэтажное деревянное анатомо-патологическое отделение. В 1930 году оно переехало в новый трёхэтажный корпус, а в старом здании сделали виварий.

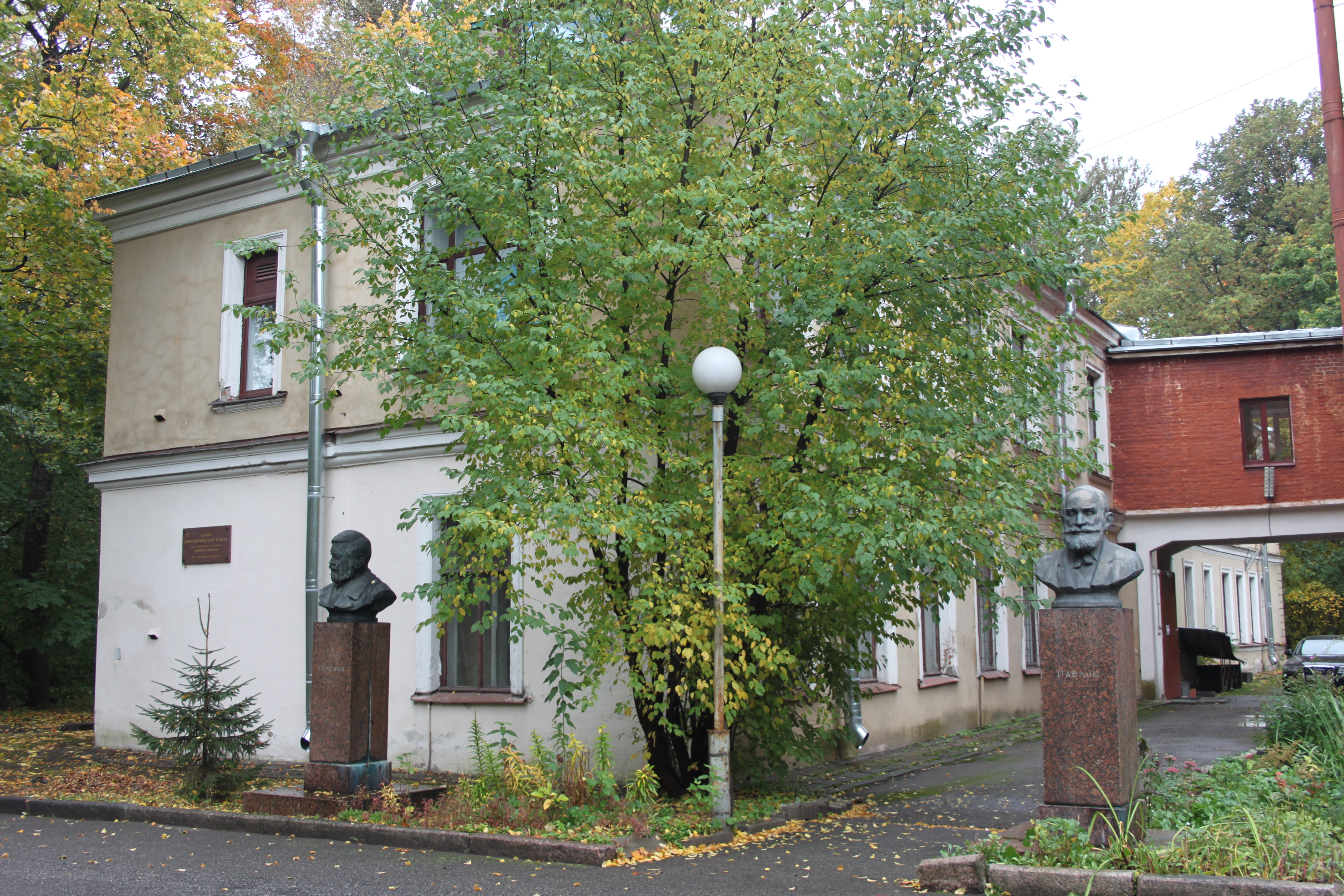
Физиологическое отделение

В 1893—1894 году Ф. Миллер построил каменное двухэтажное физиологическое отделение с гладко оштукатуренными стенами и прямоугольными окнами с профилированными наличниками. Для этого здания завод Сан-Галли изготовил по заказу И. П. Павлова три специальных железных операционных стола, связанная с работой учёного часть здания была позднее музифицирована.
В 1895 году Ф. Миллер начал строить каменную трёхэтажную лабораторию общей патологии. Здание оштукатурено, по его центру сделаны овальные окна с профилированными наличниками и замковыми камнями.

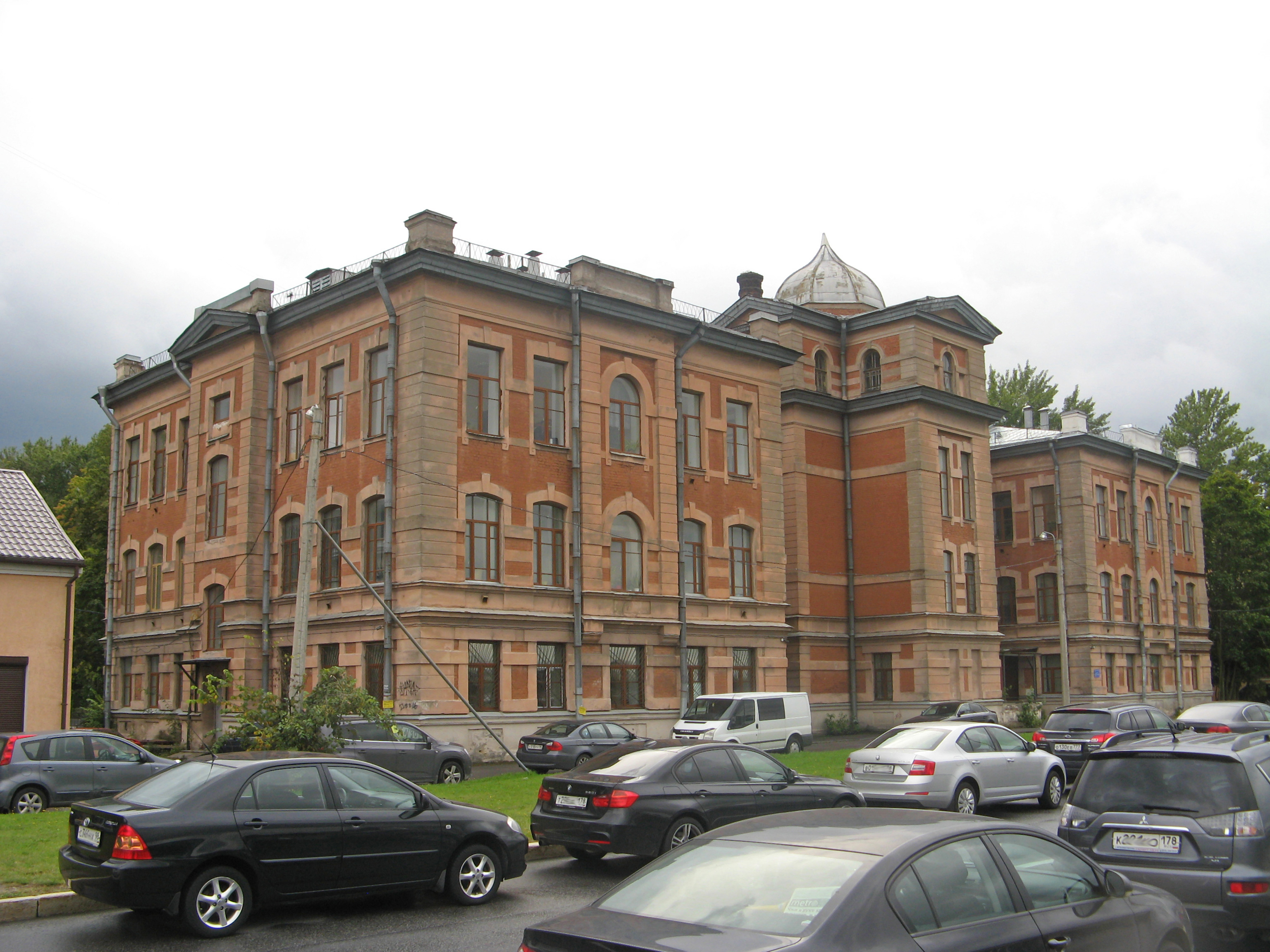
Бывшая клиника кожных болезней

В 1903 году братья Синягины пожертвовали институту на создание дерматологической больницы 100 000 рублей. В 1904 - мае 1906 года шло строительство под руководством С. Баранкеева с участием доктора А. Соловьёва. В здании сочеталась неоштукатуренная кладка и оштукатуренные части, у окон 2-3 этажей были сделаны наличники с замковыми камнями.
В 1911—1913 году Г. Люцедарский построил на территории стилистически не связанную с остальными зданиями библиотеку института.

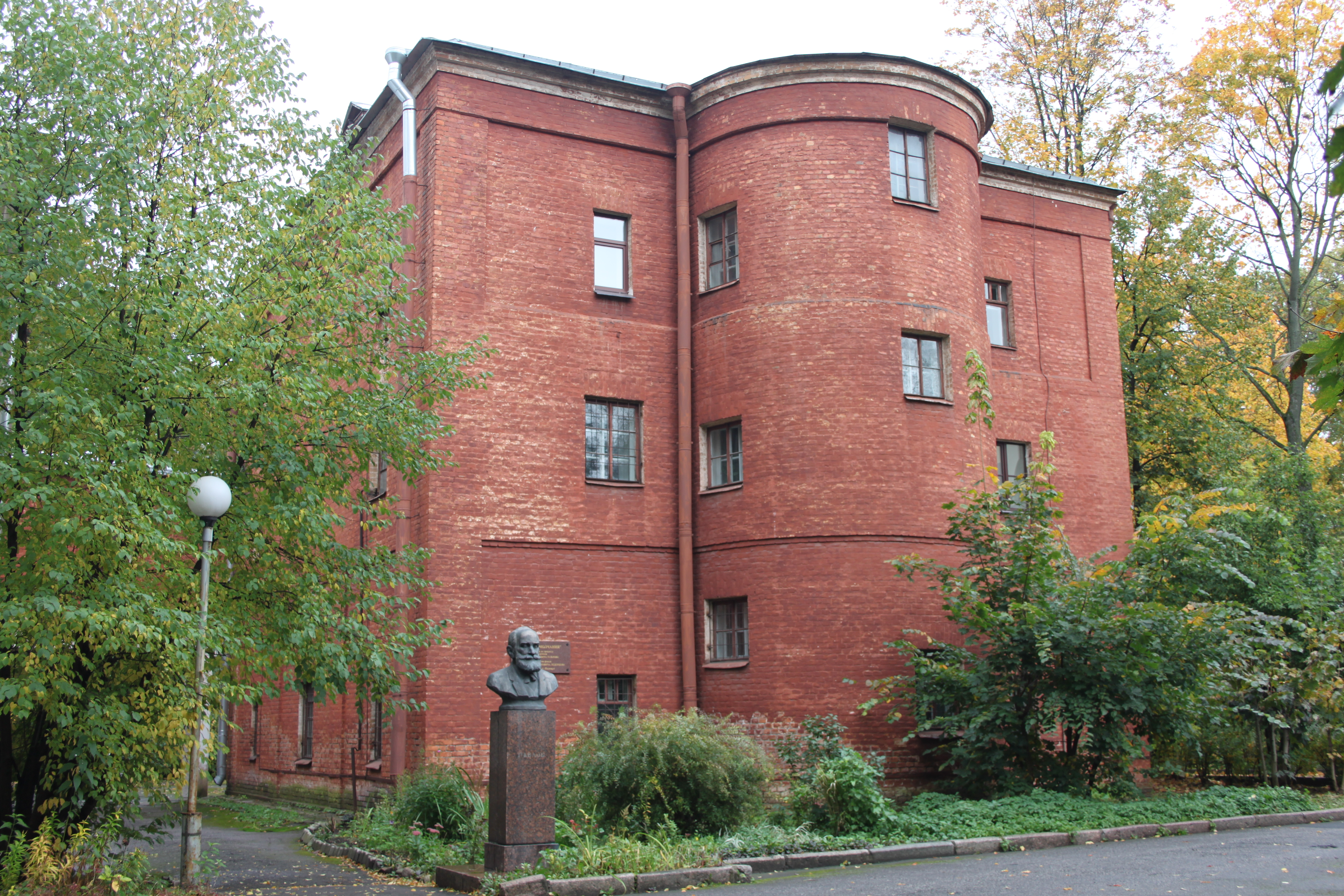
«Башня молчания»

В 1912 году А. Полещук построил каменную трёхэтажную лабораторию при физиологическом отделении, прозванную «башней молчания» — для звукоизоляции стены были сделаны из песка, гари и кирпича, на бетонные своды полов был проложен слой войлока и слой залитых силикатным раствором опилок, животные содержались в деревянных коробках, обитых свинцом, войлоком и покрытых штукатуркой. В 1935 году рядом со зданием был установлен памятник собаке (скульптор И. Беспалов), рядом также стоит фонтан, изначально — поилка для собак.
В саду до Великой Отечественной войны были поставлены бронзовые бюсты Л. Пастера, И. Сеченова, Ч. Дарвина и Д. Менделеева (скульптор: И. Ф. Безпалов), а также бюсты Р. Декарта и Г. Менделя, уничтоженные в конце 1940-х годов во время борьбы с космополитизмом и генетикой; бюст Р. Декарта восстановили в 1989 году, тогда же сделали бюст И. П. Павлова. В 1962 году на аллее был поставлен бюст Е. С. Лондона работы М. Г. Манизера.
На территории также расположены современные здания, не входящие в охраняемый государством архитектурный комплекс.
Также в Петроградском районе есть здание, не входящее в комплекс, но построенное для сотрудников института — жилой дом работников Всесоюзного института экспериментальной медицины.

## Галерея

Бюст Дарвина
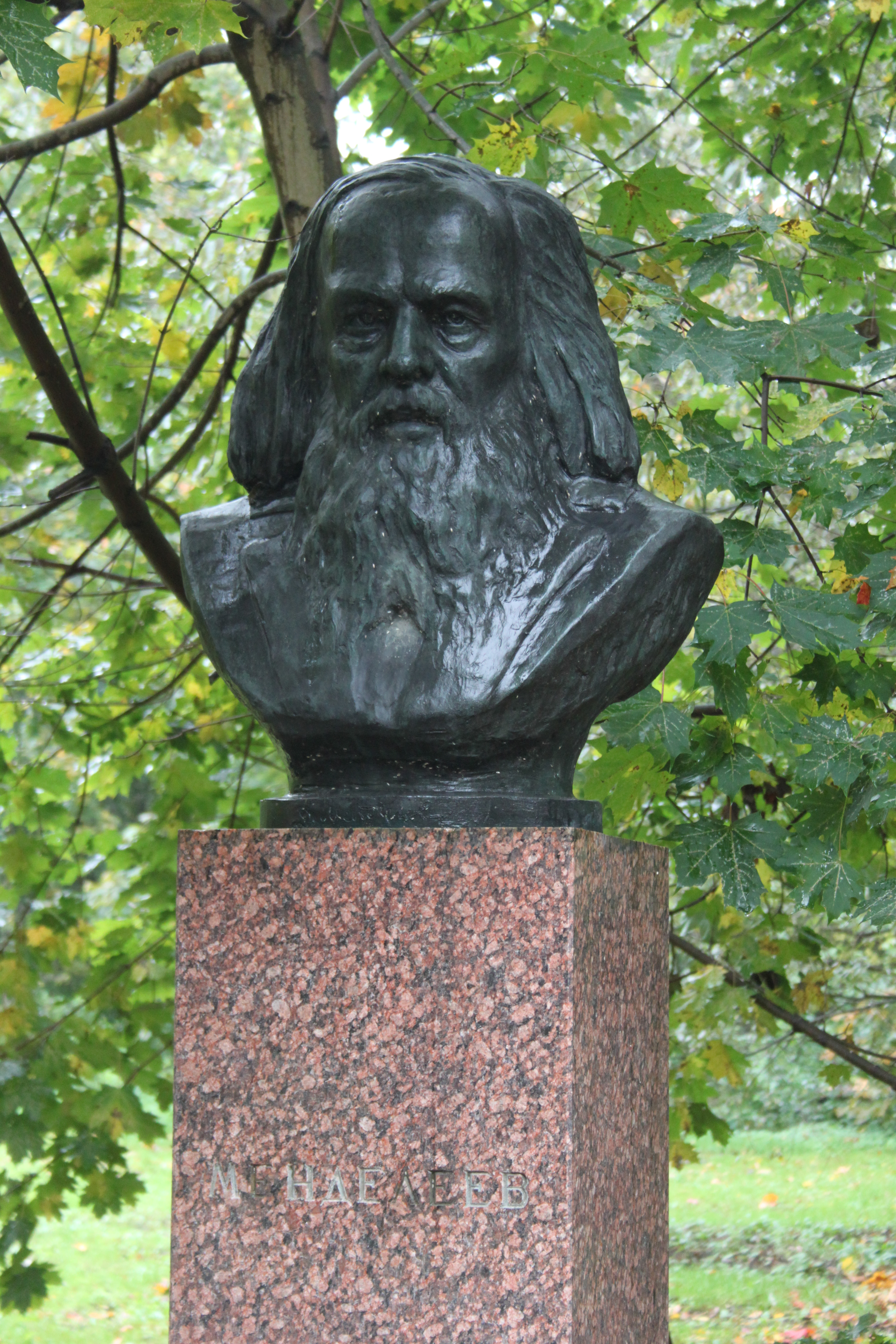
Бюст Менделеева
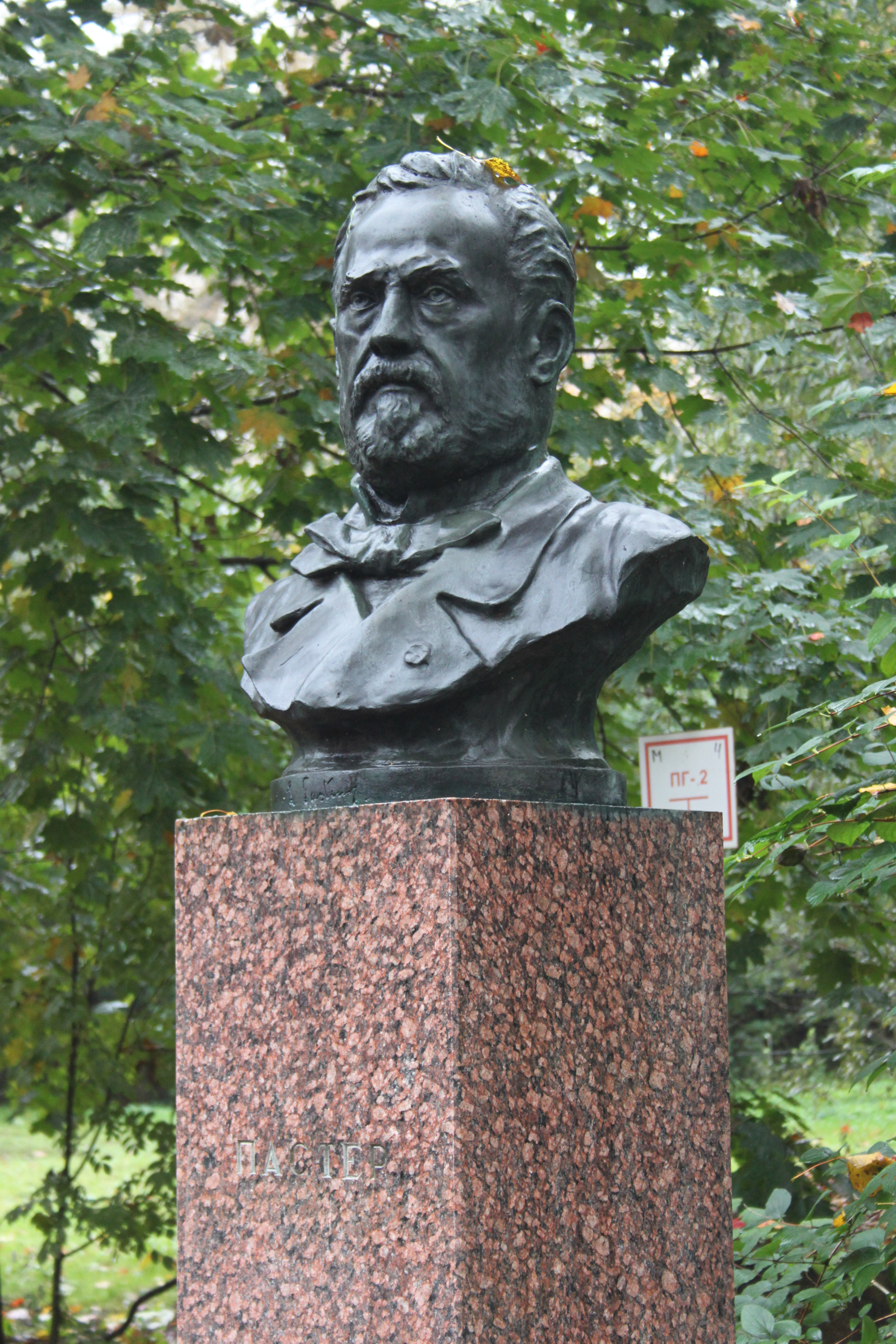
Бюст Пастера
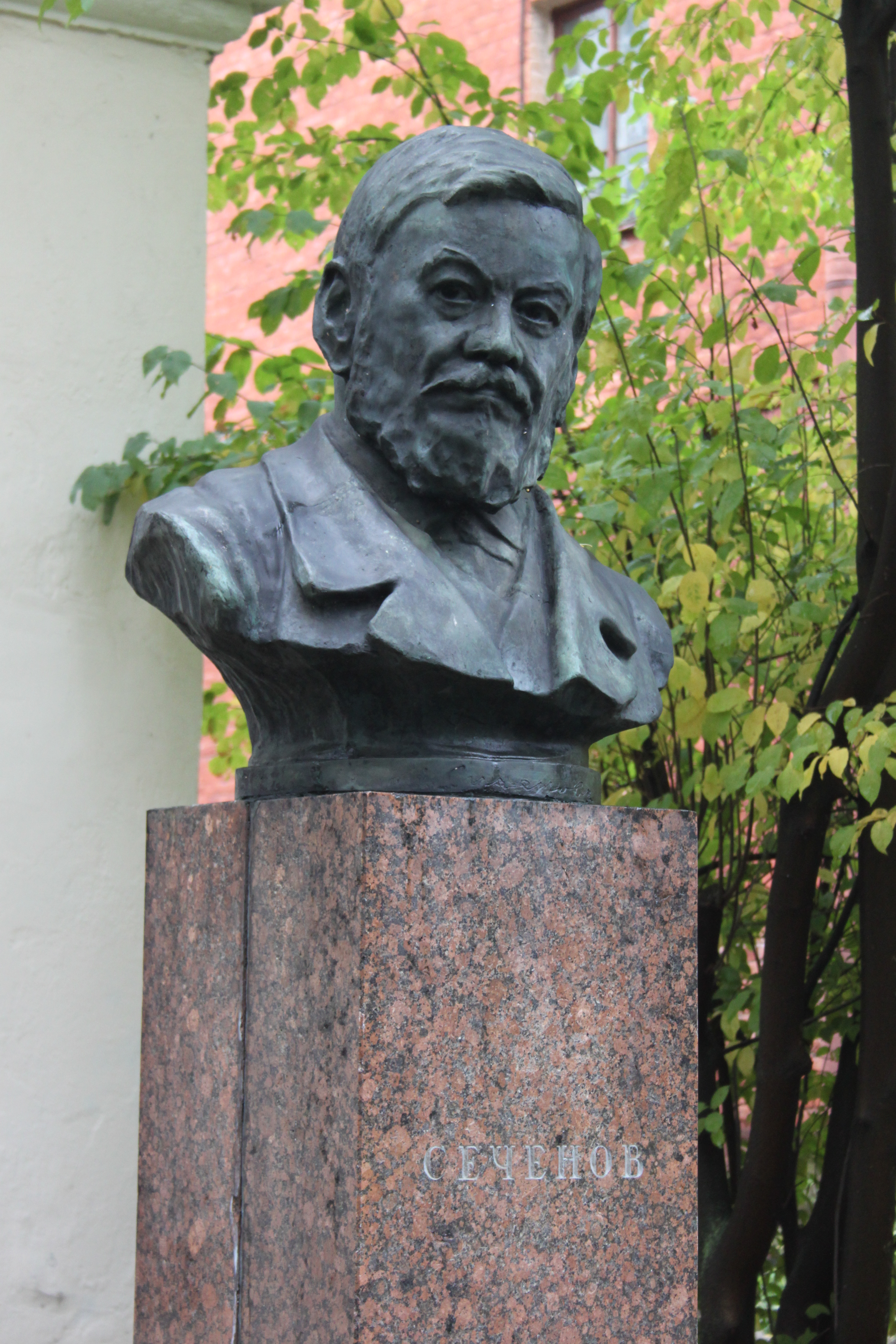
Бюст Сеченова